# Tarachidia modesta
Tarachidia modesta är en fjärilsart som beskrevs av H. Edwards 1884. Tarachidia modesta ingår i släktet Tarachidia och familjen nattflyn. Inga underarter finns listade i Catalogue of Life.